# Дёйвен

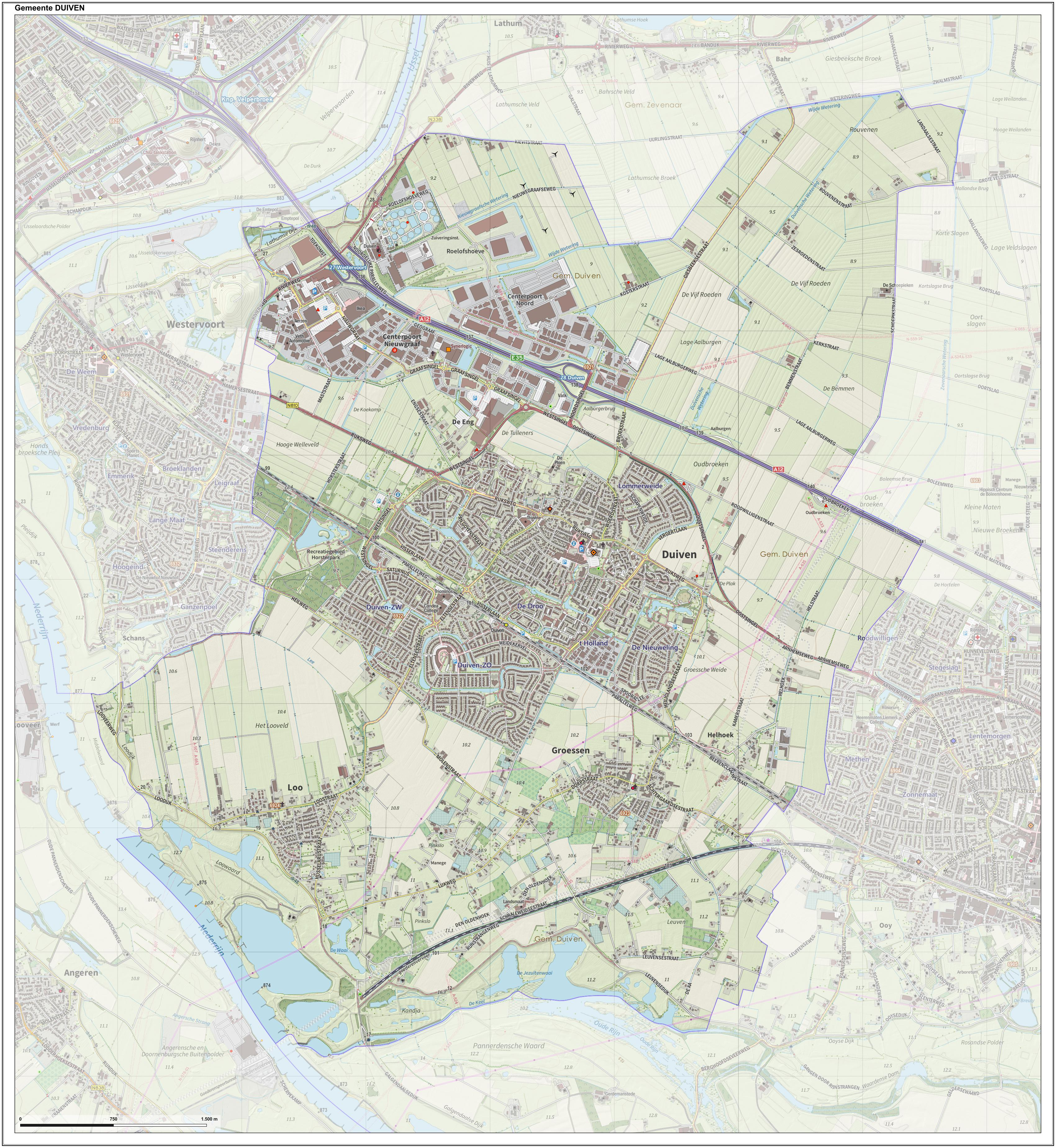
Карта общины Дёйвен

Дёйвен (нидерл. Duiven) — город и община в провинции Гелдерланд (Нидерланды). По данным на 1 февраля 2023 года население общины составляло 24 986 человек.

## Состав
В состав общины входят следующие населённые пункты:
- Дёйвен
- Груссен
- Ло

## История
В районе Ло имеются остатки пограничного форта римских времён. В документе 838 года упоминалась церковь в Груссене. В средние века эти земли входили в герцогство Клевское, во времена наполеоновских войн были оккупированы французами, а с 1816 года вошли в состав Нидерландов. В 1986—1994 годах община попала в правительственную программу развития общин, что привело к улучшению инфраструктуры и росту населения.